# Герцог Кембриджський
Герцог Кембриджський (англ. Duke of Cambridge) — британський герцогський титул, за назвою міста Кембридж, Англія. Титул надається британським монархом, як правило, молодшим членам британської королівської родини. Передається у спадок після смерті власника старшому сину, у разі відсутності спадкоємця — повертається Короні.
Вперше було надано померлому у дитинстві Карлу Стюарту (1660—1661), старшому сину Якова, герцога Йоркського (згодом став королем Яковом II), хоча це не було пов'язано з фактичним створенням герцогства Кембриджського. У подальшому титул мали ще троє синів герцога Йоркського, які також померли у дитинстві.
Потім титул герцога Кембриджського було надано королевою Анною своєму спадкоємцю третьої черги, принцу Георгу Августу Ганноверському. Після смерті Анни і вступу батька на престол у 1714 році він став принцом Уельським, а у 1727 році королем Георгом II, після чого титул герцога Кембриджського з'єднався з короною.
У 1801 році титули герцога Кембриджського, графа Тіпперері й барона Куллодена були надані сьомому сину Георга III принцу Адольфу Фредеріку (1774—1850). Після нього герцогський титул успадкував його єдиний син Георг (1819—1904). Він уклав таємний шлюб з акторкою Сарою Фербразер, не звернувшись за схваленням до монарха, як це передбачає Акт про королівські шлюби 1772 року. Тому Георг Кембриджський не міг передати герцогство своїм синам, та по його смерті рід припинився.
29 квітня 2011 року королева Великої Британії Єлизавета II надала титул герцога Кембриджського своєму онуку, принцу Вільяму, у день його весілля з Кетрін Міддлтон. Оскільки Вільям — прямий спадкоємець престолу (старший син монарха), його титул рано чи пізно поєднається з короною, й це надання не призведе до утворення особливої титулованої гілки Віндзорів.

## Маркіз Кембриджський
Існував також молодший титул «маркіза Кембриджського» (англ. Marquess of Cambridge), наданий у 1917 році Георгом V герцогу Адольфу Текському (1868—1927). Герцог Текський був племінником герцога Георга Кембриджського й одночасно рідним братом дружини Георга V королеви Марії; він підтримував близькі стосунки з британською королівською родиною та з 1911 року мав титул високості. Після початку Першої світової війни Адольф, який походив за батьком з німецького дому, залишився відданим Великій Британії, а не Німеччині, та прийняв прізвище «Кембридж». Те саме прізвище отримала й родина його молодшого брата принца Олександра Текського, якому було надано титул «граф Атлон».
Після смерті Адольфа у 1927 році другим маркізом Кембриджським став його син Георг (Джордж, 1895—1981). У нього не було синів, і по його смерті маркізат припинив своє існування.